# Internationale Koordination für die Dekade
Am 10. November 1998 hat die Vollversammlung der Vereinten Nationen (UNO) das erste Jahrzehnt des 21. Jahrhunderts und des 3. Jahrtausends, die Jahre 2001–2010, zur Internationalen Dekade für eine Kultur des Friedens und der Gewaltfreiheit für die Kinder der Welt erklärt.
Seit 2001 entstanden in mehreren Ländern nationale Netzwerke für die Dekade, zum Beispiel in Frankreich, Österreich, den Niederlanden und Italien. Diese nationalen Netzwerke haben gemeinsam mit einer Anzahl internationaler Organisationen im Juni 2003 die Internationale Koordination für die Dekade gegründet.

## Mitglieder der Internationalen Koordination für die Dekade

### Nationale Koordinationen (11)
- Comitato italiano per il Decennio (Italien)
- Coordination béninoise pour la Décennie (Benin)
- Coordination canadienne pour la Décennie (Kanada) Beobachtende Mitglieder
- Coordination congolaise pour la Décennie (Demokratische Republik Kongo) Beobachtende Mitglieder
- Coordination française pour la Décennie (Frankreich)
- Coordination marocaine pour la Décennie (Marokko)
- Coordination togolaise pour la Décennie (Togo)
- Kooperation für den Frieden (Deutschland) Beobachtende Mitglieder
- Österreichisches Netzwerk für Frieden und Gewaltfreiheit (Österreich)
- Plateforme congolaise pour la Décennie (Republik Kongo)
- Platform voor een Cultuur van Vrede en Geweldloosheid (Niederlande)

### Internationale Vereinigungen (15)
- Association Montessori Internationale
- Caritas Internationalis
- Church and Peace
- FIACAT (International Federation of ACAT, Action by Christians for the Abolition of Torture)
- Franciscans International
- Friends World Committee for Consultation (Quäker)
- Initiatives of Change International
- International Fellowship of Reconciliation / Internationaler Versöhnungsbund (IFOR)
- Ökumenischer Rat der Kirchen (ÖRK) Beobachtende Mitglieder
- Päpstlicher Rat für Gerechtigkeit und Frieden Beobachtende Mitglieder
- Pax Christi International
- Pax Romana / ICMICA
- Réseau Foi, Culture et Education (Zentral-Afrika)
- Servicio Paz y Justicia en America Latina (SERPAJ) Beobachtende Mitglieder
- Women’s International League for Peace and Freedom (WILPF) / Internationale Frauenliga für Frieden und Freiheit(IFFF)

## Ehrenschutzkomitee
- Tendzin Gyatsho XIV. Dalai Lama, Friedensnobelpreisträger
- Mairead Corrigan, Friedensnobelpreisträgerin
- Adolfo Pérez Esquivel, Friedensnobelpreisträger
- Joseph Rotblat (†), Friedensnobelpreisträger
- Desmond Tutu, Friedensnobelpreisträger
- Elise Boulding, Friedens- und Konfliktforscherin
- Anwarul K. Chowdhury, Stellvertretender Generalsekretär und hoher Repräsentant der UNO
- Hildegard Goss-Mayr, Trägerin des Niwano-Friedenspreises
- Samuel Kobia, Generalsekretär des Ökumenischen Rats der Kirchen
- Kardinal Renato Raffaele Martino, Präsident des Päpstlichen Rats für Gerechtigkeit und Frieden
- Federico Mayor, Präsident der Fundación Cultura de Paz
- Königin Nūr von Jordanien
- Andrea Riccardi
- Marshall B. Rosenberg